# Terina reliqua
Terina reliqua là một loài bướm đêm trong họ Geometridae.